# Lou Tepper
Lou Tepper (Diamond, 7 settembre 1945) è un allenatore di football americano statunitense in pensione.
Dopo aver giocato per una squadra universitaria statunitense diventa allenatore di squadre di college, ottenendo nel 2011 il ruolo di coordinatore della difesa della nazionale statunitense.

## Palmarès
- 1 Mondiale (2011)